# Пирамида на Микерин
Пирамидата на Микерин (известна и като „Пирамида на Менкаур“) е най-южната, най-късно построената и най-ниската от трите египетски пирамиди в Гиза. Тя е била гробница на Микерин, петия фараон от четвърта династия на Древен Египет.
Оригиналната ѝ височина е 65,5 м. Сега е висока 61 м, а дължината на страната ѝ в основата е 106 м. Изградена е от варовик и гранит.
Нейният обем е около 1/10 от обема на Хеопсовата пирамида; това е краят на епохата на огромните пирамиди. Вътрешността ѝ се отличава с липсата на единен план. Вероятно първоначално скромните размери, предвидени не за наследник на трона, са били увеличени с възцаряването му.